# 雲仙市立神代小学校
雲仙市立神代小学校（うんぜんしりつ こうじろしょうがっこう）は、長崎県雲仙市国見町神代丙にある公立小学校。

## 概要
歴史
1873年（明治6年）に神代村の旧藩校「神代学館」跡地に創立。2013年（平成25年）に創立140周年を迎えた。
学校教育目標
「いかに社会が変化しようとも、自ら考え心身ともに健康で思いやりの心を持ってたくましく生き、未来への夢と希望を抱くことができる『神代っ子』の育成」
校章
中央に校名の「神小」の文字（縦書き）を置いている。
校歌
1948年（昭和23年）に制定。作詞は吉富新一、作曲は伊藤英一による。歌詞は4番まであり、各番に校名の「神代小学校」が登場する。
校区
雲仙市国見地区（旧・国見町）の「山ノ上、楠高、東里、西里、上里、上古賀、下古賀、片田、小路、向町、川西、川東」。中学校区は雲仙市立国見中学校。

## 沿革
- 1871年（昭和4年）- 廃藩置県により島原県が発足。間もなく島原県は長崎県に統合される。
  - この年 - 佐賀藩（神代鍋島藩）の領地であった神代西村・神代東村・伊古村[1]・古部村[2]の4村が長崎県に移管される。
- 1872年（明治5年）8月 - 学制が頒布される。
- 1873年（明治6年）7月 - 旧藩校「神代学館」跡に「神代小学校」が開校。初代校長に中尾次郎が就任。
- 1874年（明治7年）
  - 2月2日 - 神代西村に「第五大学区 第三中学区[3] 神代西村小学校」として長崎県に設置認可される[4]。
  - 11月14日 - 神代東村に「第五大学区 第三中学区 東昇小学校」が開校[4]。
- 1876年（明治9年）11月 - 東昇小学校と玻璃小学校[5]を統合しそれぞれ東昇分校・玻璃分校とする。「第五中学区 第三中学区 神代小学校」に改称。
- 1877年（明治10年）6月4日 - 学区改定により、「第五大学区 第二中学区[6]神代小学校」に改称。
- 1878年（明治11年）
  - 4月 - 郡制の施行により、従来の高来郡が南北に分けられ、南高来郡の管轄となる。
  - 12月24日 - 学区が改正され、「南高来郡神代部[7]神代小学校」となる。
- 1880年（明治13年）- 教育令の施行により、「神代部 公立神代小学校」に改称。
- 1882年（明治15年）- 教育令の改正により、中等科を設置の上「神代部 公立中等神代小学校」に改称。東昇分校と玻璃分校を廃止。
  - この年 - 神代西村と神代東村が合併して神代村となる。
- 1884年（明治17年）
  - 5月 - 女子分舎を設置。
  - 9月 - 女子分舎を統合。
- 1886年（明治19年）9月 - 小学校令の施行により、「尋常神代小学校」に改称（修業年限4年）。
- 1889年（明治22年）4月1日 - 町村制の施行により、神代村立の小学校となる。
- 1893年（明治26年）1月 - 小学校令の改正により、「神代尋常小学校」に改称（「尋常」の位置が変わる）。
- 1908年（明治41年）4月1日 - 小学校令の改正により、義務教育年限（尋常科の修業年限）が4年から6年に延長されたため、尋常科5年を新設。
- 1909年（明治42年）4月1日 - 尋常科6年を新設。
- 1910年（明治43年）4月1日 - 高等科を併置し「神代尋常高等小学校」に改称（尋常科6年・高等科2年）。
- 1911年（明治44年）4月1日 - 高等科2年修了者を対象に補習科（修業年限1年）を設置。
- 1917年（大正6年）5月 - 神代村実業補習学校（修業年限2年）が併設される。尋常科修了後に高等科へ進学しない児童を対象とする。
- 1923年（大正12年）3月 - 現在地に木造平屋建ての新校舎3棟が完成。
- 1935年（昭和10年）- 青年学校令の施行により、併設の神代村農業補習学校が「神代村青年学校」となる。
- 1941年（昭和16年）4月1日 - 国民学校令の施行により、「神代村国民学校」に改称。尋常科を初等科に改める（初等科6年・高等科2年・特修科1年）。
- 1947年（昭和22年）4月1日 - 学制改革（六・三制の実施）が行われる。
  - 神代村国民学校の初等科が改組され「神代村立神代小学校」となる。
  - 神代国民学校の高等科および青年学校の普通科が改組され、新制中学校「神代村立神代中学校[8]」が発足（修業年限は3年で、義務教育となる）。
    - 中学校校舎が完成するまでの間、中学校が小学校校舎に併設される。
- 1948年（昭和23年）
  - 7月 - 校歌を制定。
  - 4月 - 育友会「神代村神代会」が発足。
  - 10月 - 中学校校舎が完成。
- 1952年（昭和27年）7月 - 中学校が分離したため、神代会が解散となり、「神代小学校育友会」が発足。
- 1954年（昭和29年）8月 - 校庭を埋め立てる。
- 1957年（昭和32年）
  - 3月 - 神代村が国見町に統合され、「国見町立神代小学校」に改称。
  - 5月 - 鍋島家より小学校旗が寄贈される。
- 1958年（昭和33年）11月 - 完全給食を開始。
- 1959年（昭和34年）
  - 3月 - 学校林を設定。
  - 5月 - 神代神社350年祭記念として鍋島文庫が寄贈される。
- 1963年（昭和38年）9月 - 国旗掲揚台を設置。
- 1964年（昭和39年）2月 - 学校前に防火用水が完成。
- 1970年（昭和45年）3月 - 体育館が完成。体育館前のロータリーに築山が完成。
- 1971年（昭和46年）5月 - グランドピアノが寄贈される。
- 1973年（昭和48年）11月 - 創立100周年記念式典を挙行。記念大運動会を開催。記念碑を建立。
- 1974年（昭和49年）3月 - 鉄筋コンクリート造の新校舎（第一期工事）が完成。
- 1975年（昭和50年）
  - 1月 - 新校舎（第二期工事）が完成。
  - 4月 - 給食を自校調理方式から給食センター調理配送方式に変更。
- 1976年（昭和51年）
  - 3月 - 学校園が完成。
  - 8月 - プールが完成。
- 1977年（昭和52年）4月 - 砂場が完成。
- 1979年（昭和54年）12月 - 交通公園が完成。
- 1980年（昭和55年）4月 - 上水道工事が完了。
- 2005年（平成17年）10月11日 - 雲仙市の発足により、「雲仙市立神代小学校」（現校名）に改称。

## 交通アクセス
最寄りの鉄道駅
- 島原鉄道線「神代駅」

最寄りのバス停
- 島鉄バス 「神代」バス停

最寄りの国道
- 国道251号（島原街道）

## 周辺
- 神代郵便局
- JA島原雲仙神代支店・神代ふれあい市
- 国見町武道館・神代地区多目的研修集会施設
- 大神宮
- 雲仙市歴史博物館国見展示館
- みのつる展示館
- 旧鍋島家住宅（国の重要文化財）
- 神代小路
- 神代神社